# Ильтяков, Александр Владимирович
Алекса́ндр Влади́мирович Ильтяко́в (род. 9 октября 1971, Курган) — российский предприниматель, государственный и политический деятель, депутат Государственной думы VI и VII созывов. Член фракции «Единая Россия», член комитета Госдумы по развитию гражданского общества, вопросам общественных и религиозных объединений. Член Центральной ревизионной комиссии Общероссийского народного фронта, член правления Общероссийской общественной организации «Национальный союз мясопереработчиков России», кандидат технических наук (2004).
Из-за вторжения России на Украину, находится под международными санкциями Евросоюза, США, Великобритании и ряда других стран

## Биография
Александр Владимирович Ильтяков родился 9 октября 1971 года в городе Кургане Курганской области.
Окончил курганскую среднюю школу № 75 и СПТУ № 6 по специальности «Электромонтёр по обслуживанию электрооборудования». Проходил срочную службу в армии. Работал электромонтером на Курганском машиностроительном заводе им. В. И. Ленина; слесарем автоколонны.
В 1989—1991 годах служил в Советской Армии в Московской области.
С 1992 года работал электромонтёром на Курганском мясокомбинате. В 1994 году занялся предпринимательством: вместе с братом Дмитрием скупал мясо у крестьян в селах Курганской области и продавал его на севере Свердловской области.
В 1995 году вместе с братом и другом Дмитрием Викторовичем Кашириным основал и стал исполнительным директором мясоперерабатывающего предприятия в селе Частоозерье Частоозерского района Курганской области, для создания необходимого начального капитала продали автомобиль родителей. Они взяли в аренду колбасный цех местного райпо. Тогда площадь будущего мясокомбината составляла 27 на 13 метров. Колбасу делали вручную 4 работника, включая самих организаторов. Объём выпускаемой продукции не превышал нескольких десятков килограммов в сутки. В 1997 году цех стал собственностью предпринимателей. В 2001 году «Частоозерский колбасный цех» («ЧКЦ») переименован в «Велес», в честь славянского бога — покровителя скота. Название предложил шрифтовик из Кургана Александр Рыбин и он же разработал логотип.
В 1997 году Александр Владимирович поступил в Московский государственный университет прикладной биотехнологии на отделение «Инженерия и технология мясопереработки»; окончил его в 2001 году. Окончив аспирантуру в Воронежской государственной технологической академии, защитил диссертацию по созданию комплекса пшеничной клетчатки ВИТАЦЕЛЬ и соевого изолята «Разработка и применение комплекса соевых белков и пищевых волокон в технологии мясных продуктов», является кандидатом технических наук (2004 год). В начале 2000-х годов подозревался в организации в Частоозерье беспорядков на национальной почве (местные русские против беженцев из Чечни)
В июне 2011 года А. В. Ильтяков выступил на межрегиональной конференции по развитию Урала, на которой присутствовал Владимир Путин. Президент России одобрил его инициативы.
В 2011 году избран депутатом Государственной думы VI созыва, возглавлял региональный список кандидатов в депутаты Курганской области от «Единой России». Предложенный Ильтяковым проект развития мясного производства был одобрен В. В. Путиным и включён в Народную программу Общероссийского народного фронта.
17—21 января 2014 года в составе межфракционной депутатской группы посетил с гуманитарной миссией Сирию. Официальная цель визита заключалась в ознакомлении с условиями жизни сирийских христиан, подвергшимся насилию со стороны исламских террористов. В ходе визита представители России встретились с президентом Сирии Башаром аль-Асадом, премьер-министром Ваэлем аль-Халки, верховным муфтием Ахмадом Бадреддином Хассуном (англ. Ahmad Badreddin Hassoun) и Патриархом Великого Божия града Антиохии, Сирии, Аравии, Киликии, Иверии, Месопотамии и всего Востока Иоанном Х.
В 2014 году окончил Федеральное государственное бюджетное образовательное учреждение высшего профессионального образования «Курганский государственный университет» по специальности «Юриспруденция». Решением Государственной экзаменационной комиссии присвоена квалификация «Юрист».
В сентябре 2016 года избран депутатом Государственной Думы VII созыва.
В сентябре 2021 года избран депутатом Государственной Думы VIII созыва от «Единой России».

## Законотворческая деятельность
С 2011 по 2019 год, в течение исполнения полномочий депутата Государственной Думы VI и VII созывов, выступил соавтором 42 законодательных инициатив и поправок к проектам федеральных законов.

## Одиозные высказывания
В ноябре 2024 года Александр Ильтяков, комментируя проект Стратегии действий по реализации семейной и демографической политики, поддержке многодетности в России, призвал россиянок заводить детей: «Пока рожалка работает — делай, что велит тебе данное на земле». Позже он пояснил, что под «рожалкой» имел в виду яйцеклетки и матку. Позже в интервью радио «Комсомольская правда» член правления «Национального союза мясопереработчиков России» Ильтяков назвал «чучелами» тех женщин, которые хотят сами решать, когда рожать.

## Поддержка приговора Чудновец
В 2017 году Ильтяков поддержал «резонансный» обвинительный приговор, вынесенный воспитательнице Евгении Чудновец за репост видеоролика. Ильтяков заявил:

Сейчас адвокаты начинают «выводить»: какая Чудновец бедная, невинная и заблудшая овца. Нужно было не в интернете распространять данную информацию, а бежать в полицию. Нет, Чудновец решила самостоятельно бороться! Она хотела прославиться и показать, какая она крутая. У нас в последнее время мода появилась — выкладывать все в соцсети. И нечего тут из мухи слона раздувать — правоохранительные структуры и суд поступили четко в соответствии с законом. Я вообще считаю, что тут надо не полгода, а побольше давать

В Кургане распространился слух о возможной причастности Ильтякова к возбуждении уголовного дела против Чудновец, которая ранее в качестве общественного контролера размещала в социальной сети видеоролики о просроченных продуктах, обнаруженных ей в магазинах Катайска (в том числе и в тех, где продавали изделия «Велеса»). Сам Ильтяков эти утверждения опроверг, заявив, что не слышал о Чудновец и о её уголовном деле до того, как о приговоре было сказано на пресс-конференции Владимира Путина.

## Санкции
23 февраля 2022 года внесён в санкционные списки стран Евросоюза за действия и политику, которые подрывают территориальную целостность, суверенитет и независимость Украины и еще больше дестабилизируют Украину.
24 февраля 2022 года включён в санкционный список Канады «близких соратников режима» за голосование о признании независимости «так называемых республик в Донецке и Луганске».
24 марта 2022 года, на фоне вторжения России на Украину, включён в санкционный список США за «соучастие в войне Путина» и «поддержку усилий Кремля по вторжению в Украину», Госдеп США заявил что депутаты Госдумы используют свои полномочия для преследования инакомыслящих и политических оппонентов, нарушают свободу информации, ограничивают права человека и основные свободы граждан России.
Позднее, по аналогичным основаниям, включён в санкционные списки Великобритании, Швейцарии, Австралии, Японии, Украины и Новой Зеландии.

## Собственность и доходы
В 2012 году, будучи депутатом Государственной думы, получил доход в размере 5,1 млн рублей. По сравнению с 2011 годом, когда Ильтяков занимался предпринимательской деятельностью, его доход вырос в пять раз. В собственности депутата также находятся 7 земельных участков, несколько автомобилей, жилых и торговых помещений и православный храм Рождества Христова, построенный в 2010 году на средства ООО «Велес».

## Награды
- Медаль ордена «За заслуги перед Отечеством» II степени № 138318, 23 марта 2021 года[32]
- Медаль «Участнику военной операции в Сирии», 27 мая 2016 года[33]
- Благодарность Президента Российской Федерации, 20 декабря 2018 года, за большой вклад в укрепление российской государственности, развитие парламентаризма и активную законотворческую деятельность
- Благодарность Правительства Российской Федерации, 16 декабря 2019 года, большой вклад в развитие российского парламентаризма и активную законотворческую деятельность[34]
- Благодарность Председателя Государственной Думы Федерального Собрания Российской Федерации, 25 мая 2015 года
- Знак отличия Губернатора Курганской области «За благое дело»
- Почётные грамоты Губернатора Курганской области и Главы Частоозерского района
- Почётный памятный знак «Орден Великой Княгини преподобномученицы Елисаветы Феодоровны», 4 марта 2021 года, Императорское православное палестинское общество[35]
- Юбилейная медаль «В память 1000-летия преставления равноапостольного великого князя Владимира», Русская православная церковь, сентябрь 2015 года[36]
- Медаль преподобного Далмата Исетского I степени, Курганская и Шадринская епархия Русской православной церкви, 25 января 2015 года[37]
- Почётный знак Всероссийского научно-исследовательского института мясной промышленности им. В. М. Горбатова «За верность науке»
- Почётный гражданин села Частоозерье

## Научные публикации
- Белковые компоненты в технологии мясных продуктов / А. В. Ильтяков, В. В. Прянишников, Г. И. Касьянов. Краснодар: Экоинвест, 2011. - 152 с.
- Инновационные технологии в мясопереработке / В. В. Прянишников, А. В. Ильтяков, Г. И. Касьянов. Краснодар: Экоинвест, 2011. - 163 с.
- Инновационные технологии в производстве мясных продуктов / В. В. Прянишников, А. Ильтяков, Г. Касьянов. Германия, Saarbrueken: Lambert Academic Publishing, 2012, 308 с.
- Пищевые волокна и белки в мясных технологиях / В. В. Прянишников, А. В. Ильтяков, Г. И. Касьянов. Краснодар: Экоинвест, 2012. - 200 с.
- Iltyakov A., Pryanishnikov V. Properties and application of dietary fibers in meat technologies// 57-th ICoMST International Congress of Meat Science and Technology. 7-12-th August, 2011. Ghent, Belgium.
- Прянишников В., Ильтяков А., Гиро Т., Микляшевски П. Пищевые волокна «Витацель» в мясной отрасли. Белоруссия. Минск. Продукт. BY.- 2011. С. 80-81.

## Семья
- Александр Владимирович женат (жена Людмила Анатольевна), у супругов пятеро детей[38].
- Брат — Дмитрий Владимирович (род. 3 июля 1975), генеральный директор мясокомбината «Велес».